# Heinrich Gustav Reichenbach
Heinrich Gustav Reichenbach  (Leipzig, 3 de janeiro de 1823 – Hamburgo, 6 de maio de 1889) foi um ornitólogo e botânico alemão.